# Thomas Blumenthal
Pour les articles homonymes, voir Blumenthal.
 (mars 2020).
Si vous disposez d'ouvrages ou d'articles de référence ou si vous connaissez des sites web de qualité traitant du thème abordé ici, merci de compléter l'article en donnant les références utiles à sa vérifiabilité et en les liant à la section « Notes et références ».
Thomas Blumenthal, né le 2 février 1990 à Paris, est un acteur français.

## Biographie
Thomas Blumenthal est un acteur français né le 2 février 1990. Son père Raymond, producteur, lui fait découvrir le monde du 7e art ainsi que les grands classiques français[réf. souhaitée].
En 2004, le jeune acteur est choisi par Christophe Barratier pour jouer le rôle de Corbin, le meilleur ami du méchant Mondain, dans Les Choristes. Si le film est un immense succès en France et à l’international, sa carrière au cinéma ne décolle pas vraiment. Thomas Blumenthal obtient des petits rôles à la télévision pour des téléfilms comme La Dame d'Izieu en 2007 et Brassens : la mauvaise réputation en 2011 ou encore dans la série RIS : police scientifique.
Face au manque d’opportunités, il se met à douter de sa carrière et de lui-même. Jusqu’en 2014 où il décroche le rôle principal de Dan dans le film La Crème de la crème, de Kim Chapiron. Ce rôle redonne de l'élan à la carrière de Thomas Blumenthal, qui obtient sa toute première nomination en tant que révélation masculine de l’année pour le compte des Lumières de la presse étrangère.

## Filmographie
- 2004 : Les Choristes de Christophe Barratier : Corbin
- 2006 : Pour l'amour de Dieu (téléfilm) d'Ahmed Bouchaala et Zakia Tahri : Antony
- 2007 : La Dame d'Izieu (téléfilm) d'Alain Wermus : Arnold Hirsch
- 2007 : RIS police scientifique (série TV) - Saison 4, épisode 14 : Léo
- 2011 : Brassens, la mauvaise réputation (téléfilm) d'Éric Kristy : Gaston Dumas
- 2014 : Babysitting de Philippe Lacheau : Un fêtard déguisé en Père Noël
- 2014 : La Crème de la crème de Kim Chapiron : Dan
- 2023 : D’Argent et de Sang (série TV, saison 1, épisode 2) de Xavier Giannoli : Patrick Haddad